# エリン・フォスター
エリン・フォスター（Erin Foster、1982年8月23日 - ）は、アメリカ合衆国の女優。

## 出演作品
- NCIS:LA 〜極秘潜入捜査班 シーズン2
- サークル
- キャッスル 〜ミステリー作家は事件がお好き シーズン2
- WITHOUT A TRACE/FBI 失踪者を追え! シーズン5
- The O.C. シーズン4
- The O.C. シーズン3
- ギルモア・ガールズ 第5シーズン
- Dr.HOUSE　―ドクター・ハウス― シーズン1
- CSI:4科学捜査班